# Biserica Sfinții 40 de Mucenici din București
Biserica Sfinții 40 de Mucenici din București, cunoscută și drept Biserica Episcopiei sau Biserica Filaret, a fost o biserică din București, aflată pe actualul loc al Ateneului Român. 
A fost zidită într 1764 și 1766 de către boierul Mihai Cantacuzino, pe locul primit de zestre de către soția sa, Ilinca Văcărescu, fiica boierului Ianache Văcărescu. Pe aceași proprietate se afla de asemenea o livadă care, datorită familiei proprietare, purta numele de livada Văcărescului.
Biserica era metohul Episcopiei Râmnicului la București, de unde numele. Numele de Biserica Filaret venea de la mitropolitul Filaret al II-lea, care înainte să fie Mitropolit al Ungrovlahiei fusese episcop de Râmnic.
Din lipsa îngrijirii, biserica a ajuns o ruină și a fost demolată în 1876.